# Винсент (мультфильм)
«Ви́нсент» — чёрно-белый мультфильм 1982 года, задающий тон большинству дальнейших работ режиссёра Тима Бёртона. Выдержанный в стилистике ранних немецких кино-экспрессионистов, он, тем не менее, является великолепной пародией на фильмы ужасов эпохи становления кино. Текст от автора зачитывает культовый актёр Винсент Прайс.

## Сюжет
Картина рассказывает о мальчике Винсенте Маллое. Обычный мальчик семи лет бежит от обычной скучной жизни в мир мрачных фантазий. Там он видит себя похожим на своего кумира — Винсента Прайса. Представляя себя гениальным злобным ученым, в фантазиях он становится владельцем жуткого музея восковых фигур, хозяином кровожадной собаки-зомби, мужем женщины, погребенной заживо…
В финале Винсенту кажется, что он, в соответствии с законами жанра, погибает, будучи заточенным в ужасной башне. Умирая, он цитирует заключительные строки «Ворона» По: And my soul from out that shadow that lies floating on the floor / Shall be lifted — nevermore! — «Из расплывшейся по полу тени душа моя вверх не полетит/ уже никогда!»

## Факты
- Первая крупная анимационная работа американского кинорежиссёра Тима Бёртона для проекта Дисней, в которой усматриваются автобиографические черты.
- Как свидетельствуют фотографии того времени, главные герои и декорации мультфильма были цветными. Но в итоге было решено сделать ленту в черно-белой палитре.
- В детстве Тим Бёртон считал Винсента Прайса любимым актёром.
- Винсент Прайс объявил, что это — его лучшая работа в кино.
- Кошка, пробегающая по стене в титрах фильма, затем появляется и в других работах Бёртона: «Кошмар перед Рождеством», «Труп Невесты», «Франкенвини».
- 19 октября 2007 мультфильм должен был быть перевыпущен в 3D формате. Однако по причинам, не подвергшимся оглашению, студия Диснея в очередной раз отказала прокату «Винсента».